# 神奈川県道706号丹沢公園松原町線

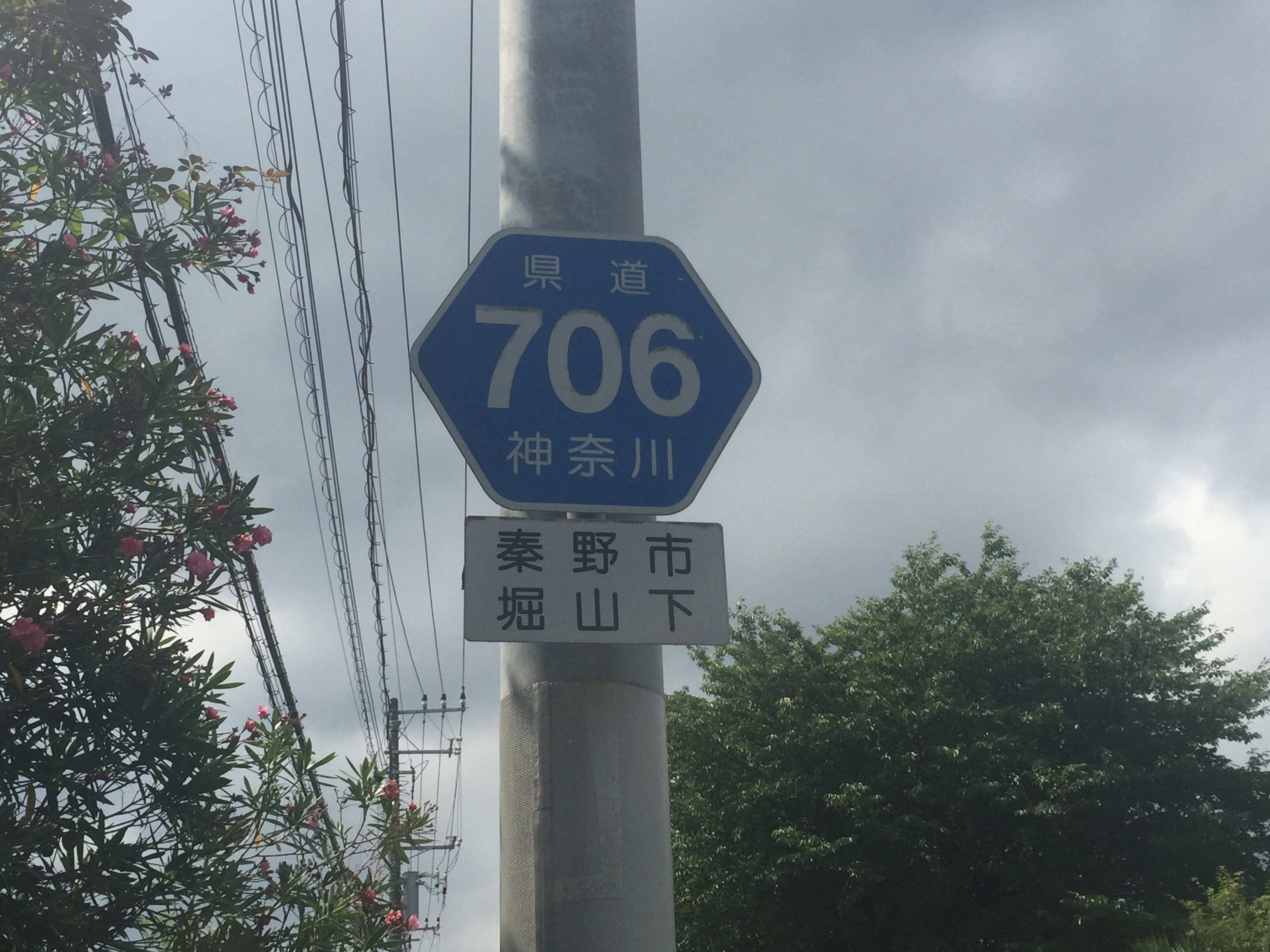
県道番号標示（秦野市堀山下）

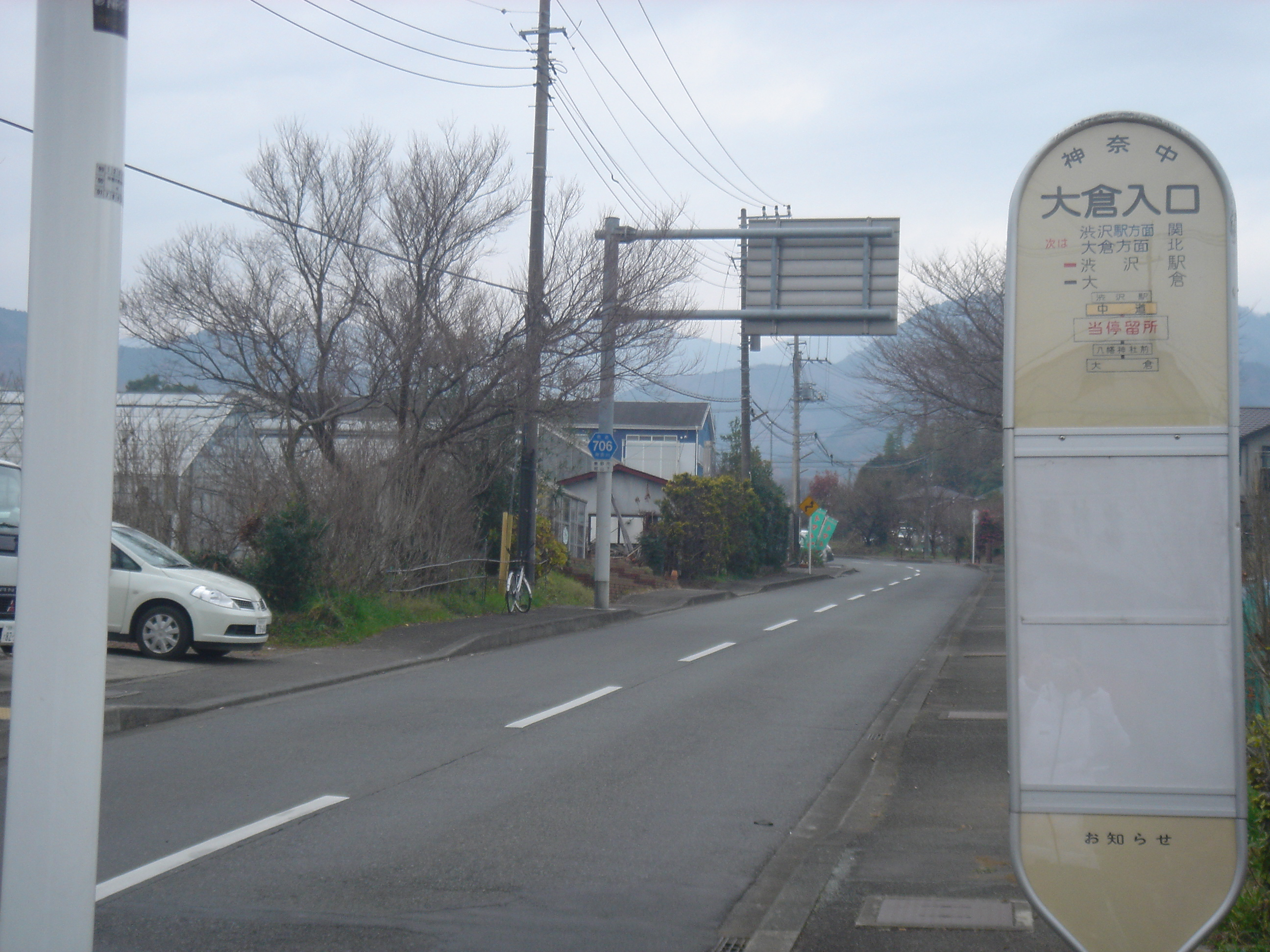
大倉入口

神奈川県道706号丹沢公園松原町線 （かながわけんどう706ごう たんざわこうえんまつばらちょうせん）は神奈川県秦野市堀山下の県立秦野戸川公園入口の先から同市渋沢駅入口交差点（国道246号）に至る県道である。

## 概要
起点からテクノパーク入口交差点までは1998年（平成10年）のかながわ・ゆめ国体に合わせて整備がなされた。それ以前は秦野市立西小学校の横を通り、国道246号の柳町交差点に至るルートが県道に指定されていた。

### 路線データ
- 起点：神奈川県秦野市堀山下 神奈川県立秦野戸川公園の先
- 終点：神奈川県秦野市松原町 渋沢駅入口交差点
- 路線延長：4638.8m
- Google マップ

## 路線状況
全線に渡り、概ね2車線が確保されている。起点から暫くはそこまで道幅は広くないが、新たに付け替えられた区間は歩道も広く、広幅員である。

## 地理

### 交差する道路
- 神奈川県道705号堀山下秦野停車場線（大倉入口交差点）
- 国道246号（渋沢駅入口交差点）
- 神奈川県道707号渋沢停車場線（渋沢駅入口交差点）

### 周辺
- 大倉尾根
- 神奈川県立秦野戸川公園
- 秦野ビジターセンター
- くろがねや渋沢店
- しまむら堀川店
- 秦野市立堀川小学校
- シャトレーゼ秦野渋沢店
- マックスバリュ秦野渋沢店
- 渋沢駅